# Elecciones parlamentarias de Cabo Verde de 1980
Las elecciones parlamentarias de Cabo Verde de 1980 tuvieron lugar el 7 de diciembre del mencionado año con el objetivo de renovar la Asamblea Nacional Popular para su segunda legislatura, que ejercería sus funciones por el período 1981-1986. Fueron las primeras elecciones realizadas desde la independencia de la República de Cabo Verde en 1975, las segundas tras la instauración del sufragio universal. Se trató además de los primeros comicios regulares que tenían lugar bajo la constitución caboverdiana de 1980, sancionada tan solo dos meses atrás, el 5 de septiembre.
Si bien la nueva constitución preveía inicialmente el derecho de los ciudadanos a organizarse en partidos para disputar el poder político, esto no se aplicó en la práctica. En el momento de las elecciones, el país era de facto un estado socialista de partido único, por lo que el Partido Africano para la Independencia de Guinea y Cabo Verde (PAIGC) era la única formación política habilitada para presentarse. El sistema mayoritario fue abolido y reemplazado por un sistema de lista única plesbicitario, aunque manteniendo su plurinominalidad. A los electores de cada una de las veintidós circunscripciones se les presentaría una lista de candidatos del PAIGC para la cantidad de diputaciones a cubrir, teniendo la opción de votar a favor de la lista o en contra de ella. Si la lista no alcanzaba más de la mitad de los votos válidos, se la consideraría rechazada y el partido tendría la obligación de presentar nuevos candidatos.
La elección tuvo lugar en un momento de duras tensiones dentro del partido. La constitución había previsto hasta entonces que el estado caboverdiano regía como un gobierno de transición hasta que se lograra la fusión con la República de Guinea-Bisáu, también gobernada por el PAIGC. Sin embargo, en noviembre de 1980, un golpe de Estado derrocó a Luís Cabral, presidente bisauguineano de origen caboverdiano, y lo reemplazó por una dictadura militar encabezada por João Bernardo Vieira. Cabo Verde respondió cortando relaciones diplomáticas con Guinea-Bisáu y la idea de la unificación quedó sepultada. Esto no alteró la realización de los comicios, y listas del PAIGC fueron aprobadas con el 93,08% de los votos en todo el país, aunque la participación cayó en un 10%, a un 75,77% del electorado registrado.
En enero de 1981, la seccional caboverdiana del PAIGC votó por separarse del partido bisauguieano y reconstituirse bajo el nombre de Partido Africano de la Independencia de Cabo Verde (PAICV). El PAIGC bisauguieano conserva hasta la fecha su nombre original. En febrero, la Asamblea Nacional Popular aprobó una reforma a la constitución sancionada cinco meses atrás, aboliendo el artículo que permitía la constitución de múltiples partidos e institucionalizando el monopolio del PAICV como único partido legal.

## Antecedentes
Tras la proclamación de la independencia de Cabo Verde, el 5 de julio de 1975, la Asamblea Nacional Popular con poderes constituyentes, elegida ese mismo año y compuesta únicamente por miembros del Partido Africano para la Independencia de Guinea y Cabo Verde (PAIGC), eligió a Aristides Pereira como presidente de la República y Pedro Pires como primer ministro. El cuerpo tenía además el mandato de redactar una constitución para el nuevo estado, la cual sostuviera a Cabo Verde bajo un gobierno provisorio hasta que se concretara la fusión con Guinea-Bisáu, gobernada también por el PAIGC con la presidencia de Luís Cabral, hermano del fundador del partido Amílcar Cabral. Si bien la constitución debía estar redactada para fines del año 1976, pasaron más de cinco años sin que la Asamblea hubiera cesado sus funciones, y con el país todavía regido por las disposiciones de la ley provisional instaurada en los acuerdos con el gobierno de Portugal antes de la independencia.
Finalmente, la primera constitución de Cabo Verde tras la independencia fue promulgada el 5 de septiembre de 1980. Aunque la misma establecía un orden económico y social socialista, no había institucionalizado formalmente la preeminencia del PAIGC como único partido político legal del país y preveía nominalmente la posibilidad de una política multipartidista. La constitución describía a Cabo Verde y Guinea-Bisáu como «repúblicas hermanas» y establecía una hoja de ruta para una futura unificación. En Guinea-Bisáu, sin embargo, la perspectiva de la unidad con Cabo Verde encontraba una importante opositor. Los dirigentes del partido único de origen bisauguineano consideraban que Cabral y otros líderes de origen caboverdiano dominaban el partido, y temían que la unión con el archipiélago resultara en la práctica «dominación de Guinea por parte de una oligarquía insular». Esto coincidió con un deterioro significativo de la situación económica del país, lo que incrementó el descontento. El 14 de noviembre de 1980, dos meses después de la sanción de la constitución caboverdiana, el vicepresidente bisauguineano João Bernardo Vieira encabezó un golpe militar que derrocó a Cabral, sepultando el proyecto de unificación.

## Reglas electorales

### Sistema electoral
De acuerdo con la ley electoral y la constitución entonces vigentes, todos los ciudadanos caboverdianos mayores de dieciocho años con residencia legal en el país gozaban de derecho a voto. También se permitiría votar a determinados ciudadanos residentes en el extranjero en función diplomática o de índole similar, sufragando por la circunscripción en la que tenían establecida su residencia y no de manera separada. Para ser candidatos era necesario gozar de los mismos requisitos para el derecho a voto y ser mayor de veintiún años. Quedaban descalificados los ciudadanos que se hubieran naturalizado en los cinco años anteriores a los comicios y las personas (distintas de las que se hallaran en el extranjero en misión oficial o de servicio público) que no hubieran residido en Cabo Verde durante al menos seis meses antes del anuncio de la fecha de las elecciones.
La Asamblea Nacional Popular electa en 1980 contaría con 63 escaños, un aumento de 7 con respecto a las elecciones de 1975 y debía ser elegida por voto popular para un mandato de cinco años. El país se encontró dividido en veintidós circunscripciones de prácticamente los mismos límites que en 1975 (con algunas modificaciones), cada una de las cuales estaría representada por un diputado cada 2.500 habitantes o una fracción superior a 1.000, siendo dos el número mínimo a cubrir en escaños. A pesar del multipartidismo nominalmente consagrado en la constitución, todos los candidatos debían ser miembros del Partido Africano para la Independencia de Guinea y Cabo Verde. El PAIGC presentaría en cada circunscripción una lista con tantos candidatos como cargos a cubrir más tres suplentes, y los electores tendrían la opción de votar a favor o en contra de esta.
Para ser elegidos, los candidatos de la lista debían obtener más de la mitad de los votos válidamente emitidos y, en caso de que la lista fuera rechazada, el partido tendría la obligación de presentar una nueva lista en un plazo determinado. Los candidatos suplentes de la lista ocuparían los cargos en caso de producirse una vacancia antes de las siguientes elecciones.

### Cargos por circunscripción
| Isla        | Circunscripción                                      | Diputados |
| ----------- | ---------------------------------------------------- | --------- |
| Boavista    | João Baptista/Santa Isabel                           | 2         |
| Brava       | São João Baptista/Nossa Senhora do Monte             | 2         |
| Fogo        | Nossa Senhora da Conceição/Santa Catarina            | 3         |
| Fogo        | São Lourenço                                         | 2         |
| Fogo        | Nossa Senhora da Ajuda                               | 2         |
| Maio        | Nossa Senhora da Luz                                 | 2         |
| Sal         | Nossa Senhora das Dores                              | 2         |
| Santiago    | Praia Urbano                                         | 7         |
| Santiago    | Praia Rural 1                                        | 2         |
| Santiago    | Praia Rural 2                                        | 2         |
| Santiago    | Santa Catarina                                       | 5         |
| Santiago    | São Salvador do Mundo                                | 2         |
| Santiago    | São Lourenço dos Órgãos/Santiago Maior               | 4         |
| Santiago    | Santo Amaro Abade/São Miguel                         | 4         |
| Santo Antão | Nossa Senhora do Livramento/Nossa Senhora do Rosário | 2         |
| Santo Antão | Santo Crucifixo/São Pedro Apóstolo                   | 2         |
| Santo Antão | Santo António das Pombas                             | 2         |
| Santo Antão | Santo André                                          | 2         |
| Santo Antão | São João Baptista                                    | 2         |
| São Nicolau | Nossa Senhora do Rosário                             | 2         |
| São Nicolau | Nossa Senhora do Lapa                                | 2         |
| São Vicente | São Vicente                                          | 8         |
| Total       | Total                                                | 63        |

## Resultados

### Resultado general
|  | 93.08 % |

|  | 6.92 % |

|  | 99.87 % |

|  | 0.13 % |

|  | 100.00 % |

|  | 75.77 % |

### Miembros electos
| Distrito electoral                                   | Partido | Partido | Miembro                               |
| ---------------------------------------------------- | ------- | ------- | ------------------------------------- |
| Praia Urbano                                         |         | PAIGC   | Aristides Maria Pereira               |
| Praia Urbano                                         |         | PAIGC   | José Eduardo Dantas F. Barbosa        |
| Praia Urbano                                         |         | PAIGC   | Paula Maria Fortes Silva              |
| Praia Urbano                                         |         | PAIGC   | Eduardo Alberto Gomes Rodrigues       |
| Praia Urbano                                         |         | PAIGC   | Silvino Sousa                         |
| Praia Urbano                                         |         | PAIGC   | Tito Lívio Santos de Oliveira Ramos   |
| Praia Urbano                                         |         | PAIGC   | Alberto Salazar Antunes da Silva      |
| Praia Rural I                                        |         | PAIGC   | Joana Lopes Cabral                    |
| Praia Rural I                                        |         | PAIGC   | Bartolomeu Lopes Varela               |
| Praia Rural II                                       |         | PAIGC   | Cândido Desidério Gomes Santana       |
| Praia Rural II                                       |         | PAIGC   | José Gomes da Veiga                   |
| Santa Catarina                                       |         | PAIGC   | Pedro Verona Rodrigues Pires          |
| Santa Catarina                                       |         | PAIGC   | David Hopffer de Cordeiro Almada      |
| Santa Catarina                                       |         | PAIGC   | Duete Alcides Alfama                  |
| Santa Catarina                                       |         | PAIGC   | Regino Varela                         |
| Santa Catarina                                       |         | PAIGC   | Pedro Spinola                         |
| São Salvador do Mundo                                |         | PAIGC   | Francisco Moreira Correia             |
| São Salvador do Mundo                                |         | PAIGC   | Alfredo Dias                          |
| Santo Amaro Abade/São Miguel                         |         | PAIGC   | João Pereira Silva                    |
| Santo Amaro Abade/São Miguel                         |         | PAIGC   | Manuel de Jesus Rodrigues Moreira     |
| Santo Amaro Abade/São Miguel                         |         | PAIGC   | Celestino Ramos Sanches               |
| Santo Amaro Abade/São Miguel                         |         | PAIGC   | Carolino Rodrigues Fortes Dias        |
| São Lourenço dos Órgãos/Santiago Maior               |         | PAIGC   | Leão José Mendes Barreto              |
| São Lourenço dos Órgãos/Santiago Maior               |         | PAIGC   | Adriano Andrade Freire                |
| São Lourenço dos Órgãos/Santiago Maior               |         | PAIGC   | Dionísio Garcia                       |
| São Lourenço dos Órgãos/Santiago Maior               |         | PAIGC   | Juvelina Vaz Pereira Moniz            |
| Nossa Senhora da Ajuda                               |         | PAIGC   | João José Lopes da Silva              |
| Nossa Senhora da Ajuda                               |         | PAIGC   | Agostinho Santos Vieira               |
| Nossa Senhora da Conceição/Santa Catarina            |         | PAIGC   | Sérgio Augusto Cardoso Centeio        |
| Nossa Senhora da Conceição/Santa Catarina            |         | PAIGC   | Isildo Armando da Silva               |
| Nossa Senhora da Conceição/Santa Catarina            |         | PAIGC   | Matilde Aleluia Fontes barbos Vicente |
| São Lourenço                                         |         | PAIGC   | Ovídio Gomes Fernandes                |
| São Lourenço                                         |         | PAIGC   | Rolando Lima Barber                   |
| São João Baptista/Nossa Senhora do Monte             |         | PAIGC   | Luís de Matos Monteiro da Fonseca     |
| São João Baptista/Nossa Senhora do Monte             |         | PAIGC   | Custódio Zeferino Soares              |
| Nossa Senhora da Luz                                 |         | PAIGC   | José Frederico                        |
| Nossa Senhora da Luz                                 |         | PAIGC   | Pedro Augusto Fortes Santos           |
| Nossa Senhora do Livramento/Nossa Senhora do Rosário |         | PAIGC   | Carlos Nunes Fernandes dos Reis       |
| Nossa Senhora do Livramento/Nossa Senhora do Rosário |         | PAIGC   | Teodora Inês Fonseca Évora            |
| Santo Crucifixo/São Pedro Apóstolo                   |         | PAIGC   | Maurino Camões Brito Delgado          |
| Santo Crucifixo/São Pedro Apóstolo                   |         | PAIGC   | Franklim Wintom Monteiro              |
| Santo António das Pombas                             |         | PAIGC   | Olívio Melício Pires                  |
| Santo António das Pombas                             |         | PAIGC   | Joaquim Francisco Silva               |
| Santo André                                          |         | PAIGC   | Armindo Santos Cruz                   |
| Santo André                                          |         | PAIGC   | José Joaquim Lima                     |
| São João Baptista                                    |         | PAIGC   | André Corsino Tolentino               |
| São João Baptista                                    |         | PAIGC   | Silvestre João Rodrigues              |
| São Vicente                                          |         | PAIGC   | Abílio Augusto Monteiro Duarte        |
| São Vicente                                          |         | PAIGC   | Silvino Manuel da Luz                 |
| São Vicente                                          |         | PAIGC   | Augusto António da Costa Júnior       |
| São Vicente                                          |         | PAIGC   | Crispina Almeida Gomes                |
| São Vicente                                          |         | PAIGC   | Albertino Xisto Almeida               |
| São Vicente                                          |         | PAIGC   | Adriano da Cruz Brito                 |
| São Vicente                                          |         | PAIGC   | António Sérgio Português              |
| São Vicente                                          |         | PAIGC   | Humberto Bettencourt Santos           |
| Nossa Senhora do Rosário                             |         | PAIGC   | Aguinaldo Lisboa Ramos                |
| Nossa Senhora do Rosário                             |         | PAIGC   | José Miguel Azancoth                  |
| Nossa Senhora da Lapa                                |         | PAIGC   | Irineu Fileto Brito Gomes             |
| Nossa Senhora da Lapa                                |         | PAIGC   | Ricardo Lima de Brito                 |
| Nossa Senhora das Dores                              |         | PAIGC   | Osvaldo Lopes da Silva                |
| Nossa Senhora das Dores                              |         | PAIGC   | Carlos Firmino Monteiro Lopes         |
| São João Baptista/Santa Isabel                       |         | PAIGC   | Herculano Adelaide Vieira             |
| São João Baptista/Santa Isabel                       |         | PAIGC   | Serapião António Oliveira             |
| Fuente: Parlamento de Cabo Verde                     |         |         |                                       |